# Долар
Долар (најчешће представљен знаком за пезос и долар: $) име је за више од двадесет валута, укључујући валуте које користе (поређано према становништву) Сједињене Америчке Државе, Канада, Аустралија, Тајван, Хонгконг, Сингапур, Нови Зеланд, Либерија, Јамајка и Намибија. Амерички долар је званична валута и Источног Тимора, Еквадора, Ел Салвадора, Федералних Држава Микронезије, Маршалских Острва, Палауа, Карипске Холандије, затим америчких територија попут Порторика, Америчке Самое, Америчких Девичанских Острва и сл., те служи и као новчаница Панаме. Генерално говорећи, 1 долар је подељен на 100 центи.

## Историја
15. јануара 1520. године, чешка Краљевина Бохемија почела је ковати новац од сребра ископаваног углавном у Јахимсталу (чеш. Jáchymov). Ове кованице су се првобитно звале јахимста́лери (енгл. joachimsthaler), што се у уобичајеној употреби скратило на та́лер (енгл. thaler, taler). Немачко име Јахимстал (  — „Јахимова (у)долина”, „Јахимова увала”) свој пут је нашло и до осталих језика на следећи начин: чешки tolar, мађарски tallér, дански и норвешки (rigs)daler, шведски (riks)daler, исландски dalur, холандски , етиопски , италијански tallero, пољски talar, персијски dare, као и — преко холандског — у енглески: dollar.
Каснија холандска кованица са угравираним лавом звала се , што дословно значи „лављи долар”. Холандска република је производила ове кованице како би ушла у корак са брзорастућом међународном трговином. Кованица leeuwendaler је била у употреби широм Средњег истока, а била је и копирана у неколико немачких и италијанских градова. Кованица је такође била популарна и у Холандској источној Индији те Новој Низоземској (држава Њујорк). Била је у употреби међу Тринаест колонија током 17. и раног 18. века, популарно знана као „лављи долар” (енгл. lion/lyon dollar). Валуте Румуније и Бугарске и дан-данас носе име „лав” („леу”, „лева”). Модерни америчко-енглески изговор за dollar остао је непромењен од. веома сличан ономе изговору речи daler на холандском из 17. века. Неки „отрцани” примери употребе у Колонијама су познати под именом псећи долари (енгл. dog dollars).
Шпански пезос — исте тежине и облика — био је познат као „шпански долар”. До средине 18. века, лављи долар је замењен са шпанским доларом (познатих „комада осам” (енгл. pieces of eight)), који је нашироко дистрибуиран у Шпанским колонијама Новог света те на Филипинима.

## Порекло знака за долар
Знак је прво атестиран у пословној кореспонденцији (преписци) 1770-их година као писарска скраћеница (енгл. scribal abbreviation) „”, што се односило на шпански амерички пезос, то јест „шпански долар” како је био познатији у британској Северној Америци. Ови манускрипти из касног 18. и раног 19. века, показују да је слово s постепено замењивало p, тако развијајући блиску варијанту симбола „$”. Овај нови симбол је коришћен како би се означавао и амерички долар када је валута усвојена 1785. године од стране Сједињених Америчких Држава.

## Усвајање од стране Сједињених Држава
До времена Америчке револуције, шпански долари добили су на значају јер су подржавали папирни новац издаван и одобраван од стране појединих колонија и Континенталног конгреса. Од укупно њих тринаест, шпански долар је био чак и законско платежно средство у једној колонији — Вирџинији.
2. априла 1792. године, секретар Министарства финансија САД Александар Хамилтон изнео је пред Конгрес прецизну количину сребра пронађеног у кованицама шпанског самлевеног долара који се користио у уобичајеној употреби у државама. Као резултат уследило је дефинисање појма амерички долар као јединице чистог сребра тежине од. масе 371 4⁄16 зрна (24,057 грама), или 416 зрна стандардног сребра (стандардно сребро је дефинисано као 1.485 делова финог сребра наспрам 179 делова легурног). Одређено је да би „поредбени новац” (енгл. money of account) за САД требало да буде изражен у оним истим „доларима” или њиховим деловима. Додатно, све ниже апоеноване кованице биле су дефинисане као постоци кованице долара, тако да пола долара садржава дупло мање сребра од једног долара, четвртина долара четири пута мање итд.
У акту усвојеном јануара 1837. године, удео легуре у долару (количина присутног не-сребрног метала) одређен је да буде 15%. Остале кованице садржале су исту количину чистог сребра као и пре, али им је укупна тежина смањена (на 412,25 зрна). 21. фебруара 1853. године, количина сребра у кованицама нижих вредности је смањена, што је утицало на то да њихови апоени више не садрже исти удео сребра као и код кованица долара.
Разни акти су усвајани и после претходно поменутог, а исти су утицали на количину и типове метала у кованици америчког долара, тако да данас — у ствари — не постоји законом одређена дефиниција појма долар у статуту Сједињених Америчких Држава. Тренутно, најближе што се може доћи до дефиниције у САД је реченица из Кодекса Сједињених Америчких Држава (наслов 31, секција 5116, параграф б, подсекција 2):
Секретар [Благајне] би требало да продаје сребро под условима које сматра да су прикладни за најмање 1,292929292 долара фине тројне унце.
Међутим, уставно значење долара је остало непромењено током свих протеклих година (в. Устав Сједињених Америчких Држава).
Сребро је већином уклоњено из америчког кованог новца до 1965. године те је долар постао „слободноплутајућа валута декрета” (енгл. free-floating fiat currency), без дефиниција одређених уделом правог злата или сребра. Ковачница САД и даље прави сребрне кованице у апоенима од једног долара, али они нису намењени за општу употребу.

## Употреба у Уједињеном Краљевству
Постоји много делова у драмама Вилијама Шекспира у којима се помиње долар као новац. Кованице познате под именом „чкаљски долари” (енгл. thistle dollars) биле су употреби у Шкотској током 16. и 17. века, а употреба енглеске речи — и можда чак употреба и саме кованице — почела је на Универзитету Ст. Ендруз. Ово подржава и повезана синтагма из дела Магбет — „десет хиљада долара” (акт I, сцена II) (анахронизам јер је прави краљ Магбет од Шкотске, на којем се драма и базира, живео у 11. веку).
Године 1804, британских пет шилинга или круна понекад су се називали „долар”. То је била, у ствари, кованица осам шпанских реала (познатих „комада осам”), чији је оригинал био познат под именом „шпански долар”. Велики број ових кованица је украден у току Наполеонових ратова, због чега су и били поновно коришћени од стране Банке Енглеске. Остали су у употреби до 1811. године. Током Другог светског рата, када је амерички долар постао (приближно) вредан пет шилинга, пола круне (2s 6d) добило је надимак „пола долара” од стране америчког особља запосленог у УК.

## Употреба у другим земљама
Кинеска потражња за сребром у 19. и раном 20. веку довела је неколико земаља, нарочито Уједињено Краљевство, Сједињене Државе и Јапан, до тога да морају ковати доларе за трговину (енгл. trade dollars), који су често били нешто другачије тежине ако се упореде са домаћим кованицама. Сребрни долари који су стизали у Кину (било шпански, за трговину или неки други) неретко су добијали кинески печат са словима њиховог језика (појава позната као „чоп маркинг” (енгл. chop marking)), чиме се назначавало да је поједина кованица анализирана од стране добро познатог трговца и да се може сматрати оригиналном.

### Друге националне валуте које су различите варијанте валуте долар
Пре 1873. године, сребрни долар је био у употреби у многим деловима света, са вредношћу повезаном са британском независном златном кованицом као 1&nbsp;$&nbsp;≈ 4s&nbsp;2d (или ≈&nbsp;21p). Због одлуке Немачког царства да заустави ковање кованица сребрног талера 1871. године, у светлу Француско-пруског рата, цена сребра на светском тржишту почела је да опада. Ово је резултовало настанком америчког Акта о кованом новцу (енгл. Coinage Act) 1873. године којим су се Сједињене Државе почеле дефакто користити златним стандардом. Канада и Њуфаундленд су већ користили злато као свој стандард, па је резултат био да је валута долара у Северној Америци имала већу вредност у односу на сребрне доларе који су се користили било где другде, а нарочито на подручјима Латинске Америке и Далеког истока. До 1900. године, вредност сребрних долара је пала на 50 посто вредности златних долара. После увођења забране златног стандарда од стране Канаде у 1931. години, канадски долар је почео да се удаљава од паритета америчког долара. Имао је каткад и исти паритет, али од потписивања Бретонвудског споразума којим су уведени фиксни девизни курсеви (1944. година), канадски долар је почео да добија на вредности у односу на амерички долар. Сребрни долари Латинске Америке и Југоисточне Азије почели су тада да се међусобно разликују у вредности, што се дешавало током целог 20. века. Стрејтс долар (енгл. Straits dollar) је усвојио течајни златни стандард 1906. године након што је био приморан на подизање вредности у односу на друге сребрне доларе у региону. Стога је до 1935. године, када су Кина и Хонгконг укинули сребрни стандард, стрејтс долар био вредан ≈&nbsp;2s&nbsp;4d (или ≈&nbsp;11,5p) стерлинга, док је хонгконшки долар био вредан само ≈&nbsp;1s&nbsp;3d стерлинга (или ≈ ).
Термин долар је такође усвојен и у неколико других земаља за валуте које не деле заједничку историју са другим доларима. Многе од ових валута усвојиле су име након преласка са £sd-базираних система на децимализоване монетарне системе. Примери оваквих земаља укључују аустралијски долар, новозеландски долар, јамајкански долар, долар Кајманских Острва, фиџијски долар, намибијски долар, родезијски долар, зимбабвеански долар те долар Соломонових Острва.
- тала је базирана на самоанском изговору речи долар
- словеначки толар има исто етимолошко порекло као и долар (в. талер)

## Економије које користе долар
| Држава                             | Валута                                             | код   | Датум успостављања | Претходна валута                                                                                              |
| ---------------------------------- | -------------------------------------------------- | ----- | ------------------ | --- |
| Антигва и Барбуда                  | источнокарипски долар                              |       | 1965.              | западноиндијски долар                                                                                         |
| Аустралија и њене територије       | аустралијски долар                                 |       | 14. фебруар 1966.  | аустралијска фунта (1910—1966) фунта стерлинг (1825—1910)                                                     |
| Бахаме                             | бахамски долар                                     |       | 1966.              | бахамска фунта                                                                                                |
| Барбадос                           | барбадоски долар                                   |       | 1935.              | |
| Белизе                             | белизејски долар заједно са америчким доларом      | /     | 1973.              | британскохондураски долар                                                                                     |
| Бермуда                            | бермудски долар                                    |       | 1970.              | фунта стерлинг                                                                                                |
| Брунеј                             | брунејски долар (поред сингапурског долара)        | ()    | 1967.              | малајско-борнејски долар                                                                                      |
| Канада                             | канадски долар                                     |       | 1858.              | канадска фунта (1841—1858) шпански долар (пре 1841) њуфаундлендски долар (пре 1949. у Доминиону Њуфаундленда) |
| Кајманска Острва                   | долар Кајманских Острва                            |       | 1972.              | јамајкански долар                                                                                             |
| Доминика                           | источнокарипски долар                              |       | 1965.              | западноиндијски долар                                                                                         |
| Источни Тимор                      | амерички долар                                     |       |                    | |
| Еквадор                            | амерички долар                                     |       | 2001.              | еквадорски сукре                                                                                              |
| Ел Салвадор                        | амерички долар                                     |       | 1. јануар 2001.    | салвадорски колон                                                                                             |
| Фиџи                               | фиџијски долар                                     |       | 1969.              | фиџијска фунта                                                                                                |
| Гренада                            | источнокарипски долар                              |       | 1965.              | западноиндијски долар                                                                                         |
| Гвајана                            | гвајански долар                                    |       | 1839.              | источнокарипски долар                                                                                         |
| Хонгконг                           | хонгконшки долар                                   |       | 1863.              | рупија, реал (шпански / колонијални шпански: мексички) Кинески новац                                          |
| Јамајка                            | јамајкански долар                                  |       | 1969.              | јамајканска фунта                                                                                             |
| Кирибати                           | кирибатски долар заједно са аустралијским доларом  | /     | 1979.              | аустралијски долар                                                                                            |
| Либерија                           | либеријски долар                                   |       | 1847.              | амерички долар                                                                                                |
| Маршалска Острва                   | амерички долар                                     |       |                    | |
| Федералне Државе Микронезије       | амерички долар                                     |       |                    | |
| Намибија                           | намибијски долар заједно са јужноафричким рандом   |       | 1993.              | јужноафрички ранд                                                                                             |
| Науру                              | аустралијски долар                                 |       |                    | |
| Нови Зеланд и његове територије    | новозеландски долар                                |       | 1967.              | новозеландска фунта                                                                                           |
| Палау                              | амерички долар                                     |       |                    | |
| Сент Китс и Невис                  | источнокарипски долар                              |       |                    | |
| Сент Луција                        | источнокарипски долар                              |       |                    | |
| Сент Винсент и Гренадини           | источнокарипски долар                              |       |                    | |
| Сингапур                           | сингапурски долар                                  |       | 1967.              | аустралијска фунта                                                                                            |
| Соломонова Острва                  | долар Соломонових Острва                           |       | 1977.              | аустралијска фунта                                                                                            |
| Суринам                            | суринамски долар                                   |       | 2004.              | суринамски гилдер                                                                                             |
| Република Кина                     | нови тајвански долар                               |       | 1949.              | стари тајвански долар                                                                                         |
| Тринидад и Тобаго                  | долар Тринидада и Тобага                           |       | 1964.              | западноиндијски долар                                                                                         |
| Тувалу                             | тувалуански долар заједно са аустралијским доларом | Н/Д / |                    | |
| Сједињене Државе и њене територије | амерички долар                                     |       | 1792.              | шпански долар, колонијални скрипти                                                                            |
| Зимбабве                           | амерички долар                                     |       | 2014.              | зимбабвеански долар                                                                                           |

### Друге територије које користе долар
- Ангвила: источнокарипски долар
- Бонер (Холандија): амерички долар
- Британска територија Индијског океана: амерички долар (поред фунте стерлинг)
- Британска Девичанска Острва: амерички долар
- Гренланд (Данска): канадски долар (поред круне)
- Монтсерат: источнокарипски долар
- Саба (Холандија): амерички долар
- Сен Пјер и Микелон (Француска): канадски долар (поред евра)
- Свети Еустахије (Холандија): амерички долар
- Туркс и Кајкос: амерички долар

### Државе које незванично прихватају долар
- Авганистан: амерички долар
- Боливија: амерички долар
- Камбоџа: амерички долар
- Костарика: амерички долар
- Гватемала: амерички долар[26]
- Либан: амерички долар
- Макау: хонгконшки долар
- Мјанмар: амерички долар
- Панама: амерички долар[27]
- Парагвај: амерички долар
- Перу: амерички долар
- Филипини: амерички долар
- Уругвај: амерички долар
- Северна Кореја: амерички долар

## Државе и региони који су претходно користили долар
- Малезија: Малезијски рингит се некада звао „малезијски долар”. Територије које окужују земљу (Малаја, Британски Северни Борнео, Саравак, Брунеј и Сингапур) користиле су неколико варијетета долара (на пример, стрејтс долар, малајски долар, саравачки долар, долар Британског Северног Борнеа; долар Малаје и Британског Борнеа) пре него што су се Малајска федерација, Британски Северни Борнео, Саравак, Сингапур и Брунеј изборили за независност од Уједињеног Краљевства. За више информација, в. комплетан списак валута.
- Шпанија: Шпански долар је уско повезан са доларима и еврима који се данас користе.
- Родезија: Родезијски долар је заменио родезијску фунту 1970. године и био је коришћен све док није настао Зимбабве 1980. године.
- Зимбабве: Некада је Зимбабве користио зимбабвеански долар, али сада је забрањен и уместо истог се користе јужноафрички ранд, амерички долар,[28] евро, фунта стерлинг, боцванска пула, кинески јуан, индијска рупија и јапански јен.[29]